# Knockin' on Heaven's Door
Knockin' on Heaven's Door (Bussando alla porta del Paradiso) è un singolo del cantante statunitense Bob Dylan pubblicato nel 1973 dalla Columbia Records, estratto dalla colonna sonora del film Pat Garrett e Billy Kid e divenuta successivamente una delle sue canzoni più famose.

## Descrizione
Nel film la canzone risuona quando Slim Pickens (lo sceriffo anziano), colpito allo stomaco, muore assistito dalla moglie, una donna grande e rude che mostra il suo dolore solo con le lacrime che le rigano il volto. Una scena di una bellezza struggente acuita dallo sfondo di un rosso tramonto e dalla canzone di Dylan.
Il testo è strettamente collegato al film per cui è diventato colonna sonora, Pat Garrett e Billy Kid. Pat e Billy sono due grandi amici che giungono assieme nel Nuovo Messico. Ad un certo punto della loro vita, i due prendono strade opposte: il primo dopo una vita insieme a Billy e furti decide di diventare sceriffo mentre il secondo vuole rimanere un bandito. Pat riceve l'incarico di catturare e in seguito uccidere Billy. Badge (distintivo) è la parola che collega il testo della canzone alla scena dell'uccisione (cui però fa seguito non "Knockin' on heaven's door", ma la ballata principale del film, la "Main Title Theme - Billy").

## Tracce
1. Knockin' on Heaven's Door
2. Turkey Chase

## Classifiche
| Classifica (1973) | Posizione massima |
| ----------------- | ----------------- |
| Australia         | 10                |
| Canada            | 10                |
| Germania          | 50                |
| Italia            | 14                |
| Norvegia          | 3                 |
| Regno Unito       | 14                |
| Stati Uniti       | 12                |

## Cover
Nonostante sia stata concepita in origine come una canzone country, sono state realizzate molte cover di Knockin' on Heaven's Door da parte di artisti di differenti stili e generi musicali, tra i quali Oreo Blue, Roger Mc Guinn, Guns N' Roses, Bruce Springsteen, Leningrad Cowboys, The Grateful Dead, Mark Knopfler, Eric Clapton, Roger Waters, Aerosmith, Seether, Heaven, Cold Chisel, Television, Avril Lavigne, Warren Zevon, Bon Jovi, Randy Crawford, Beau Jocques, Lachfläsh, Evergreen e Zé Ramalho, Antony and the Johnsons, Ladysmith Black Mambazo, Rudy Rotta, Grant Austin Taylor, U2, Zucchero Fornaciari, Aretha Franklin, Antony Hegarty, Nirvana e una versione giapponese di Angela Aki. Lo stesso Dylan nel suo album live del 1979 Bob Dylan at Budokan ne esegue una versione reggae. Nel 2007 il cantante Bryan Ferry ha realizzato una ennesima cover inclusa nel suo album Dylanesque e nel 1979 la cantante sarda Lina Savonà ne ha fatto persino un plagio con la sua canzone Donna meccanica. Lana Del Rey l'ha inserita nella tracklist del suo Paradise Tour del 2013. Nel 2019 Gian Pieretti ne ha realizzato una versione in italiano nel suo album Nobel, dedicato a cover di Dylan, intitolata Bussando alla porta di Dio.